# Wind

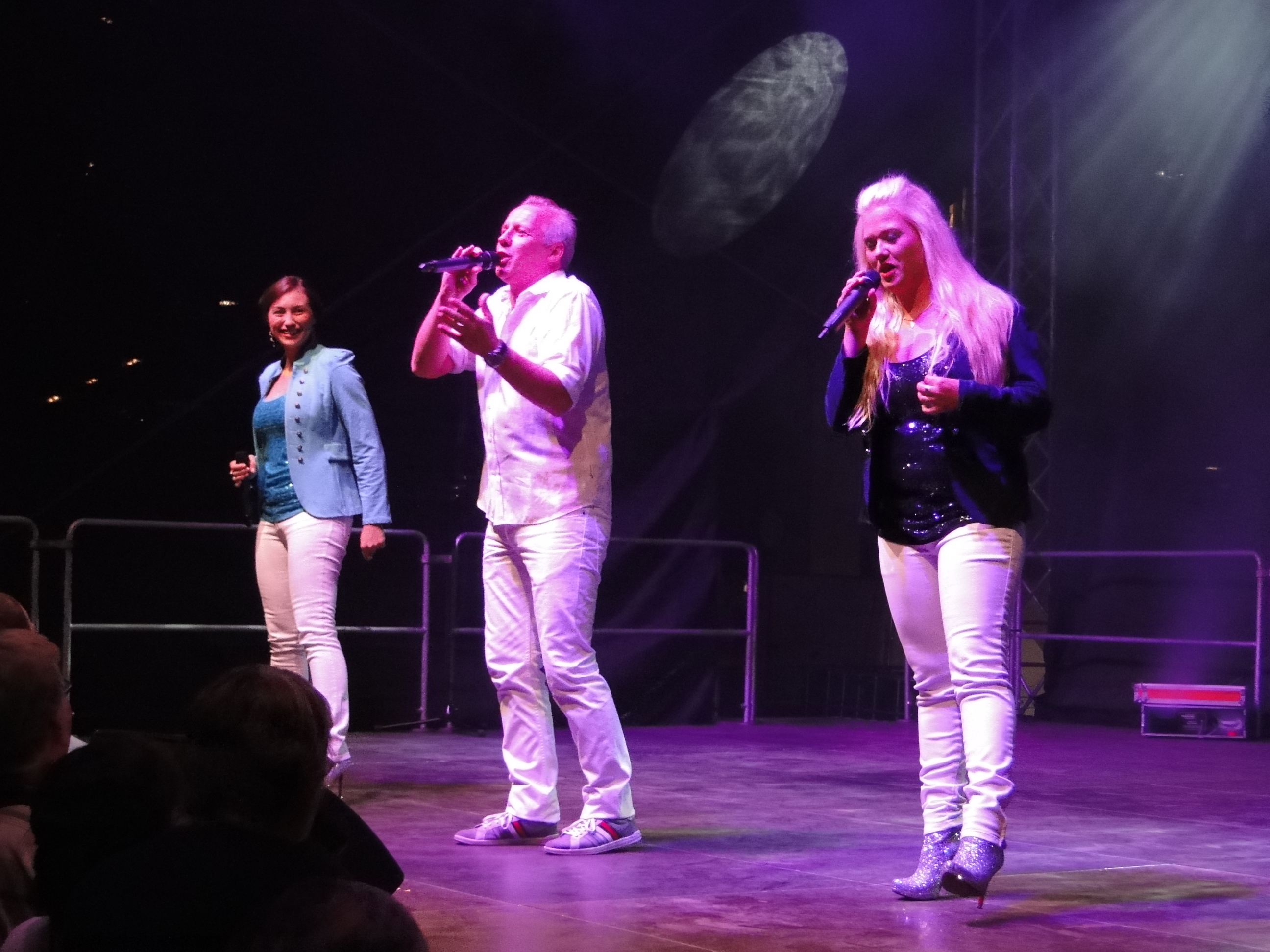
Wind 2013

Wind är en tysk musikgrupp bildad 1985. Då bestod gruppen av Hanne Haller, Alexander "Ala" Heiler, Christine von Kutschenbach, Rainer Höglmeier, Willie Jakob, Sami Kalifa och Petra Scheeser.

## Eurovision Song Contest
Gruppen har deltagit i Eurovision Song Contest tre gånger. 1985 debuterade de i tävlingen i Göteborg med låten Für alle, vilken var stor förhandsfavorit. Efter omröstningen stod de som tvåor efter norska Bobbysocks och deras La det swinge. 1987 var de tillbaka i tävlingen med låten Laß die Sonne in dein Herz i Bryssel. Ännu en gång slutade de på andra plats, denna gång efter Johnny Logans Hold Me Now. Laß die Sonne in dein Herz är en av deras mest framgångsrika låtar än idag.
1992 var de tillbaka i tävlingen, denna gång med Träume sind für alle da, vilken inte föll i jurygruppernas smak och slutade på sextondeplats av 23 tävlande.

## Diskografi
- Für alle (1985)
- Stürmische Zeiten (1985)
- Jeder hat ein Recht auf Liebe (1987)
- Laß die Sonne in dein Herz (1987)
- Let the sun shine in your heart (1987)
- Alles klar (1989)
- Frischer Wind (1989)
- Hitze (1990)
- Ebbe und Flut (1991)
- Total verliebt (1994)
- Mit Herz und Seele (1995)
- Die ganze Nacht an dich gedacht (2000)
- Sonnenklar (2001)
- Kein Weg zu weit (2002)
- Nur mit dir und sofort (2002)
- Mach mich an (2004)
- Sonne auf der Haut (2004)
- Wunderbar (2004)
- Nimm mich mit (2005)
- Schön war die Zeit – Die großen Hits der 50er & 60er Jahre (2007)